# Maria-Thomas Beil
Maria-Thomas Aquinas Beil OSB (* 23. Juli 1932 in Breslau, Schlesien, Deutschland als Hannelore Beil) ist eine deutsche Benediktinerin.

## Leben
Beil ist eines von vier Kindern von Johannes Beil, ein Katholik, und seiner evangelischen Frau Helena. 1945 floh die Familie aus Schlesien. Damals war sie im Internat und traf in Leipzig wieder auf ihre Familie. Als die Familie in Österreich war starb ihr Vater und ihre Mutter ging nach Westfalen. In Coesfeld besuchte sie das Gymnasium. Ein halbes Jahr war sie 1950 Austauschschülerin in Lincoln, Nebraska. Danach besuchte sie aufgrund eines Stipendiums die Heimschule Kloster Wald der Liobaschwestern in Württemberg. 1953 erwarb sie das Abitur.
Am 24. Juli 1953 trat sie in die Abtei St. Walburg als Klaustraloblatin ein. Sie absolvierte die Lehrerbildungsanstalt in Eichstätt. Ab 1956 unterrichtete sie an der Volksschule St. Walburg. Im gleichen Jahr legte sie ihre zeitliche Profess ab und am 22. August 1959 nahm Bischof Joseph Schröffer ihre die ewige Profess entgegen.
Im Februar 1979 wurde sie von Äbtissin Augustina Weihermüller nach St. Walburga in Boulder, Colorado als Novizenmeisterin entsandt. Am 6. August 1981 wurde sie als Nachfolgerin von M. Gertrud Braun zur Priorin ernannt. Sie verfasste eine englische Übersetzung des monastischen Stundenbuches der Salzburger Äbtekonferenz. Am 21. November 1986 wurde St. Walburga Konventualpriorat und M. Maria-Thomas somit Konventualpriorin. Am 21. April 1989 erwarb sie die US-Staatsbürgerschaft. 1989 wurde das Kloster selbständige Abtei und am 16. Mai 1989 erfolgte ihre Wahl zur ersten Äbtissin. Die Äbtissinnen-Benediktion erhielt sie am 6. August 1989 in der Kirche von Northglenn in Denver. 1997 zog die Gemeinschaft von Boulder nach Virginia Dale. Im Mai 2003 trat sie zurück. Am 17. Juli 2003 wurde Maria-Michael Newe zu ihrer Nachfolgerin gewählt.

## Bücher (Auswahl)
- 2014: Study Guide for the Rule of St. Benedict[3]